# Saint-Octave-de-l'Avenir
Ne doit pas être confondu avec Saint-Octave-de-Métis.
Saint-Octave-de-l'Avenir était un village de la Gaspésie au Québec dans l'Est du Canada. Le village fut fondé en 1932 et fermé en 1971. Il était couramment appelé simplement Saint-Octave. Le territoire du village fait aujourd'hui partie du territoire non organisé du Mont-Albert dans la municipalité régionale de comté de La Haute-Gaspésie.

## Toponymie
Le nom de « Saint-Octave-de-l'Avenir » rappelle le curé fondateur, Louis-Octave Caron qui est né à Saint-Octave-de-Métis. Aujourd'hui, le toponyme correspond à un lieu-dit du territoire non organisé du Mont-Albert.
Le nom de La Colonie-de-Saint-Octave-de-l'Avenir a également été utilisé et l'endroit était populairement, surtout à ses débuts, simplement appelé « la colonie »,.

## Géographie
Le village de Saint-Octave-de-l'Avenir était situé dans les monts Chic-Chocs sur la péninsule gaspésienne. Il était situé dans l'arrière-pays de Cap-Chat, plus précisément à 18 km de cette ville et à une altitude de 380 m.

## Histoire
La colonisation du territoire de Saint-Octave-de-l'Avenir commença en 1932 dans le cadre d'un programme de colonisation. En effet, face à la crise économique, le curé de Cap-Chat, Octave Caron, fonda une colonie dans l'arrière-pays de Cap-Chat nommée Saint-Octave-de-l'Avenir en son honneur par ses paroissiens. La principale activité économique du village était l'exploitation forestière. Le ministère de la Colonisation versait une allocation à chaque famille s'y établissant selon le nombre d'enfants. Une chapelle qui servit également d'école fut construite en 1933. Le bureau de poste fut ouvert en 1934. En 1935, la paroisse reçut son premier curé résident, Auguste Rivard. La même année, une seconde chapelle ainsi qu'un presbytère furent construits. C'est également cette année-là que le village fut officiellement fondé. Une route carrossable fut construite pour rejoindre Cap-Chat de 1936 à 1937. De 1939 à 1940, l'église fut construite.
En 1939, le village comprenait une population de 900 habitants. Il atteignit son maximum de population en 1941 avec 1 067 habitants. En 1961, il en comptait 510.
Dans les années 1970-1971, le village était grandement touché par le chômage. Il fut fermé dans le cadre du « plan de développement de l'Est du Québec » sous le gouvernement de Robert Bourassa qui recommandait la fermeture de dix paroisses en Gaspésie, incluant Saint-Octave-de-l'Avenir,. La fermeture a été officialisée lors d'un référendum municipal le 25 septembre 1970 qui se solda avec 90% en faveur de la fermeture. Le gouvernement provincial prévoyait la remise d'une somme de 1000$ pour le couple ainsi que 500$ par enfant de la famille, mais plusieurs familles étaient déjà parties sans compensation avant la fermeture du village. Deux maisons du village ont été déménagées, les autres ont été brûlées ou démolies,. Lors de sa fermeture en novembre 1970, le village comprenait 225 habitants. Les dernières familles partirent en 1971, à l'exception de trois familles de cultivateurs. D'ailleurs, un documentaire intitulé Chez nous, c'est chez nous fut tourné pour le départ de la famille Aurèle Fraser en 1972,.  Le 18 mai 1970, le Syndicat coopératif forestier de Saint-Octave-de-l'Avenir décidait de sa liquidation, suivi par l'Association coopérative de St-Octave le 12 septembre 1971.  La paroisse de St-Octave-de-l'Avenir a été supprimée par décision de l'évêque de Gaspé le 14 octobre 1971 et la Fabrique a été dissoute par avis du ministre des Institutions financières publié le 4 mai 1974. 
En 1972, le village a été acquis par la Ligue navale du Canada afin d'en faire un camp de cadets de la marine,. Le camp est devenu un camp de cadets de l'air en 1980, puis, un camp de cadets de l'armée en 1983, avant d'être finalement fermé en 2005,.
Aujourd'hui, les seuls bâtiments du village qui existent encore sont l'église, l'école et le presbytère. Ce dernier sert d'auberge.